# Institut De Nayer
 (mai 2021).
L'Institut De Nayer à Wavre-Sainte-Catherine (Sint-Katelijne-Waver), en Belgique, est un institut de formation pour la technologie et les sciences appliquées. Depuis septembre 2012, ces formations font partie de l’École supérieure Thomas More. Depuis octobre 2013, ces formations académiques font partie de l'institut KU Leuven.

## Historique
L'institut De Nayer a commencé son activité en septembre 1922 sous l'initiative du cardinal Mercier et du professeur De Fays. Jan-Pieter De Nayer fut nommé premier directeur de la première Haute École technique flamande.
Le 6 octobre 1982, KIH De Nayer, anciennement BSTI (École spéciale pour ingénieurs techniques), déménage de Jef Denynplein, Malines, à Wavre-Sainte-Catherine. Le 21 mars 1985, la Haute École des sciences appliquées et d'art est fondée, et l'Institut De Nayer en devient une partie. En septembre 2004 le programme d'études de Technologies Automobiles du campus Cardinal Mercier à Schaarbeek est transféré au campus De Nayer, ce qui se traduit par la fondation du centre de technologies automobiles (ATC).
En 2008-2009, un partenariat entre le campus De Nayer et l'école supérieure Lessius d'Anvers est créé. Le 1er octobre 2010, le campus De Nayer fusionne avec Lessius Malines. Le 11 juillet 2012, Lessius Malines et Lessius Anvers fusionnent avec la Haute École catholique Kempen. Ensemble, ils forment l’École supérieure Thomas More.
Depuis le 1er octobre 2013, le programme de Sciences industrielles fait partie de la KU Leuven.
Depuis le 1er septembre 2019, Thomas More propose également aux diplômés en bachelors un graduat (licence)